# Grzegorz Kopcewicz
Grzegorz Kopcewicz (pseudonim artystyczny McButelka, ur. 11 grudnia 1963 w Toruniu) – artysta muzyczny, założyciel i lider grupy Butelka, właściciel wytwórni płytowej Black Bottle Records oraz organizator festiwali muzycznych: Od Nowa Metal Fest, Gotyk Na Dotyk, Metal w Gotyku. W zespole Butelka zajmuje się wokalem, pisaniem tekstów oraz grą na keyboardzie.

## Życiorys
Ukończył IV LO w Toruniu i studia na Wydziale Matematyki UMK w Toruniu. W latach 80. zainspirowany Grzegorzem Ciechowskim tworzył pierwsze kapele w klubie Od Nowa w Toruniu. Zadebiutował na początku lat 80. w klubie Od Nowa, śpiewając w zespole SS-20 (zespół nie miał nic wspólnego z warszawską grupą SS-20, która przemieniła się później na zespół Dezerter). W międzyczasie Kopcewicz założył punkową grupę Afront. W 1996 roku założył zespół Butelka. W latach 1997–2007 prowadził w podziemiach Dworu Artusa w Toruniu studio nagraniowe Black Bottle Studio.  W roku 2005 wydał płytę "Toruńska Siła Czadowa" dokumentującą ówczesne środowisko toruńskich grup rockowych. Po śmierci Grzegorza Ciechowskiego zorganizował w klubie  Od Nowa w Toruniu dwie pierwsze edycje koncertu specjalnego pamięci Grzegorza Ciechowskiego.
Wraz z zespołem Butelka, Kopcewicz występował z takimi zespołami jak Hey, Kaliber 44, Acid Drinkers, Hunter, Frontside, Chainsaw, Totem, Mech, Horrorscope. Zespół zagrał dwukrotnie na festiwalu Hunter fest, a w roku 1996 zdobył wyróżnienie na festiwalu w Jarocinie. Butelka zagrała ponad 250 koncertów. 
Grzegorz Kopcewicz uznaje siebie za centro-prawicowca. Syn Jana, biologa, rektora UMK.

## Dyskografia
- Butelka (1998)
- Radio dla Polaków (2005)
- DemonArchia (2008)
- Diabeł z powyłamywanymi rogami (2012)